# ヒューイ・"ピアノ"・スミス
ヒューイ・"ピアノ"・スミス (Huey "Piano" Smith, 1934年1月26日 - 2023年2月13日) は、米国ルイジアナ州ニューオーリンズ出身のR&Bピアニスト、バンドリーダー、ソングライター、歌手。1950年代より自身のグループ、ザ・クラウンズを率いて活躍。底抜けに明るいノヴェルティ・ソングの数々を生み出した。そのサウンドは、ドクター・ジョンらニューオーリンズのミュージシャンたちに影響を与えるに留まらず、ロックンロールのサウンド形成にも大きく寄与したといわれている。

## 来歴

### 幼少期
ヒューイ・スミスは、1934年1月26日、ニューオーリンズに生まれた。8歳の頃、近所に住む叔父の見よう見まねでピアノを始めた。最初に覚えた曲のひとつは、リロイ・カーの「How Long, How Long Blues」だった。

### 初期のキャリア
15歳の頃からニューオーリンズのクラブ・シーンで活動するようになり、ギター・スリム、アール・キングを始め、スマイリー・ルイス、ロイド・プライスなど数多くのアーティストのバックを務めるようになった。リトル・リチャードがニューオーリンズで行ったスペシャルティ・レコードのレコーディング・セッションでもピアノを弾いている。スミスがレギュラーで出演したクラブにはデュー・ドロップ・イン、クラブ・ティアフアナなどがあった。
1953年、サヴォイ・レコードよりシングル「You Made Me Cry」 (b/w 「You're Down With Me」)でレコード・デビューを果たす。1956年にはジョニー・ヴィンセントが興したばかりだったエイス・レコードと契約し、レコーディングを行った。しかし、その際にレコーディングした「We Like Mambo」をヴィンセントはエディ・ボー名義のシングルとしてリリースしてしまった。これは、当時急上昇中だった彼の人気にあやかろうとした措置だったが、両者のキャリアに傷を残す形となってしまった。
エイスにおけるスミス名義での初のレコードは、1956年ヒューイ・"ピアノ"・スミス・アンド・ザ・リズム・エイセズ名義でリリースしたシングル「Little Liza Jane」 (b/w 「Everybody's Whalin'」)だった。このシングルのリリースにより知名度を上げたスミスはシャーリー&リーに抜擢され、彼らとツアーに出るようになった。

### ザ・クラウンズのデビュー
1957年、ヒューイ・"ピアノ"・スミス&ザ・クラウンズを結成。同グループ名義では初の作品となる「Rocking Pneumonia and the Boogie Woogie Flu」をリリース、これがR&Bチャート5位を記録するヒットとなった。これによりスミスはクラウンズの活動に専念する決断をし、シャーリー&リーのバンドから脱退した。彼の後任としてアラン・トゥーサンがバンドに参加した。
クラウンズは、続いてエイスから「Don't You Just Know It」、「High Blood Pressure」、「Pop-Eye」などの楽曲を世に送り出している。1959年には、スミスは新曲として「Sea Cruise」を用意したものの、ジョニー・ヴィンセントはこれをクラウンズではなく、白人アイドル歌手、フランキー・フォードに歌わせることを決め、スミスの用意したバック・トラックに彼の歌を被せる形でリリースした。結果、同曲はビルボードのBillboard Hot 100の14位を記録する大ヒットとなっている。
クラウンズはボビー・マーシャン、ジェリ・ホール、カーリー・ムーア、ルーズヴェルト・ライトなど、複数のシンガーをフロントに据える形でのパフォーマンスを行い、そのシンガーは時とともに変わっていった。
1960年代に入ってエイスとの契約が終了すると、スミスはインペリアル・レコードと契約するが、エイス時代の成功を再現するには至らなかった。この頃スミスはエホバの証人となった。その後もジョー・バナシャクのインスタント・レコードなどからシングルをリリース、1970年代までは散発的な活動を続けている。作品は、1978年にアルバム『Rockin' & Jivin'』をレコーディングし、1981年に英チャーリー・レコードからリリースとなっているが、これが最後となった。

### バトンルージュへの移住
スミスは1980年にバトンルージュへ移住。1981年にニューオーリンズ・ジャズ&ヘリテッジ・フェスティバルに出演したのを最後に、ライヴ活動に関しても完全な引退状態となった。
2000年、スミスはリズム・アンド・ブルース・ファウンデーションのロックンロール・パイオニア賞を受賞。ニューヨークで開催された授賞式に出席し、演奏。久々に公の場に姿を現している。
2014年、ルイジアナの日刊紙などで音楽ライターを務めるジョン・ワート執筆のスミスの伝記本『Huey "Piano" Smith and the Rocking Pneumonia Blues』が出版された。

## 死去
スミスは、2023年2月13日夜、バトンルージュの自宅にて就寝中に死去した。89歳だった。

## CFでの楽曲の利用
日本では、2005年に放映されたサントリーの飲料「DAKARA」のCFに、スミスの「Don't You Just Know It」が使用され話題となった。2021年にはサントリーのビール系飲料、「金麦〈ザ・ラガー〉」のCFにも同曲が使用されている。

## ディスコグラフィ

### オリジナル・アルバム
- 1959年 『Having a Good Time』 (Ace)
- 1961年 『For Dancing』 (Ace)
- 1962年 『Twas The Night Before Christmas』 (Ace)
- 1981年 『Rockin' & Jivin'』 (Charly)

### 編集盤
- 1971年 『Huey "Piano" Smith's Rock & Roll Revival!』 (Ace)
- 1983年 『The Imperial Sides 1960-61』 (Imperial)
- 1984年 『Somewhere There's a Honey』 (Ace)
- 1985年 『Huey "Piano" Smith And The Clowns With The Pitter Pats And The Hueys』 (Bandy)
- 1987年 『Pitter Pattin』 (Charly)
- 1990年 『Good Ole Rock 'n' Roll』 (Ace)
- 1997年 『Best New Orleans Masters』 (P-Vine)
- 1999年 『Having Fun with Huey "Piano" Smith』 (Westside)
- 1999年 『That'll Get It (Even More of the Best)』 (Westside)
- 2005年 『High Blood Pressure』 (Aim)

### シングル
| 年     | 曲名 | レーベル名    | レコードNo. | 最高位       | 最高位  |
| 年     | 曲名 | レーベル名    | レコードNo. | 米国ポップス | 米国R&B |
| ------ | --- | ------------- | ----------- | ------------ | ------- |
| 1953年 | 「You Made Me Cry」 「You're Down With Me」                                                                                   | Savoy         | 515         | —            | —       |
| 1956年 | 「We Like Mambo」 「I'm So Tired」 ※両面ともエディ・ボー名義だが、実際には「We Like Mambo」はヒューイ・スミスのレコーディング | Ace           | 515         | —            | —       |
| 1956年 | 「Little Liza Jane」 「Everybody's Whalin'」                                                                                  | Ace           | 521         | —            | —       |
| 1957年 | 「Rocking Pneumonia And The Boogie Woogie Flu, Part 1」 「Rocking Pneumonia And The Boogie Woogie Flu, Part 2」               | Ace           | 530         | 52 —         | 5 —     |
| 1957年 | 「Free, Single And Disengaged」 「Just A Lonely Clown」                                                                       | Ace           | 538         | —            | —       |
| 1958年 | 「Don't You Just Know It」 「High Blood Pressure」                                                                            | Ace           | 545         | 9 —          | 4 —     |
| 1958年 | 「Havin A Good Time」 「We Like Birdland」                                                                                    | Ace           | 548         | —            | —       |
| 1958年 | 「Don't You Know Yockomo」 「Well, I’ll Be John Brown」                                                                       | Ace           | 553         | —            | —       |
| 1959年 | 「Would You Believe It (I Have A Cold)」 「Genevieve」                                                                        | Ace           | 562         | —            | —       |
| 1959年 | 「Tu-Ber-Cu-Lucas And The Sinus Blues」 「Dearest Darling (You're The One)」                                                  | Ace           | 571         | —            | —       |
| 1960年 | 「I Didn't Do It」 「They Kept On」                                                                                           | Vin           | 1024        | —            | —       |
| 1960年 | 「Beatnik Blues」 「For Cryin' Out Loud」                                                                                     | Ace           | 584         | —            | —       |
| 1961年 | 「She Got Low Down 「Mean, Mean Man」                                                                                         | Ace           | 638         | —            | —       |
| 1961年 | 「Pop-Eye」 「Someone To Love」                                                                                               | Ace           | 649         | —            | —       |
| 1961年 | 「The Little Moron」 「Scald Dog」                                                                                            | Imperial      | 5721        | —            | —       |
| 1962年 | 「Behind The Wheel Part 1」 「Behind The Wheel Part 2」                                                                       | Imperial      | 5747        | —            | —       |
| 1962年 | 「More Girls」 「Sassy Sara」                                                                                                 | Imperial      | 5772        | —            | —       |
| 1962年 | 「Don’t Kncok It」 「Snag-a-Tooth Jeanie」                                                                                    | Imperial      | 5789        | —            | —       |
| 1963年 | 「Somebody Told It」 「Every Once In A While」                                                                                | Ace           | 672         | —            | —       |
| 1963年 | 「He's Back Again」 「Quiet As It's Kept」                                                                                    | Constellation | C-102       | —            | —       |
| 1967年 | 「Bury Me Dead」 「I'll Never Forget」                                                                                        | Instant       | 3287        | —            | —       |
| 1969年 | 「Twowaypockaway Part I」 「Twowaypockaway Part II」                                                                          | Instant       | 3297        | —            | —       |
| 1969年 | 「Eight Bars Of Amen」 「Epitaph Of Uncle Tom」                                                                               | Instant       | 3301        | —            | —       |
| 1969年 | 「You Got Too Part 1」 「You Got Too Part 2」                                                                                 | Instant       | 3303        | —            | —       |
| 1969年 | 「Ballad Of A Black Man」 「The Whatcha Call 'Em」                                                                            | Instant       | 3305        | —            | —       |